# Kakaomotte
|  | Dieser Artikel wurde aufgrund von formalen oder inhaltlichen Mängeln in der Qualitätssicherung Biologie im Abschnitt „Insekten“ zur Verbesserung eingetragen. Dies geschieht, um die Qualität der Biologie-Artikel auf ein akzeptables Niveau zu bringen. Bitte hilf mit, diesen Artikel zu verbessern! Artikel, die nicht signifikant verbessert werden, können gegebenenfalls gelöscht werden. Lies dazu auch die näheren Informationen in den Mindestanforderungen an Biologie-Artikel. Begründung: So kein ausreichender Artikel.--Vincent Malloy (Diskussion) 16:56, 23. Okt. 2017 (CEST) |

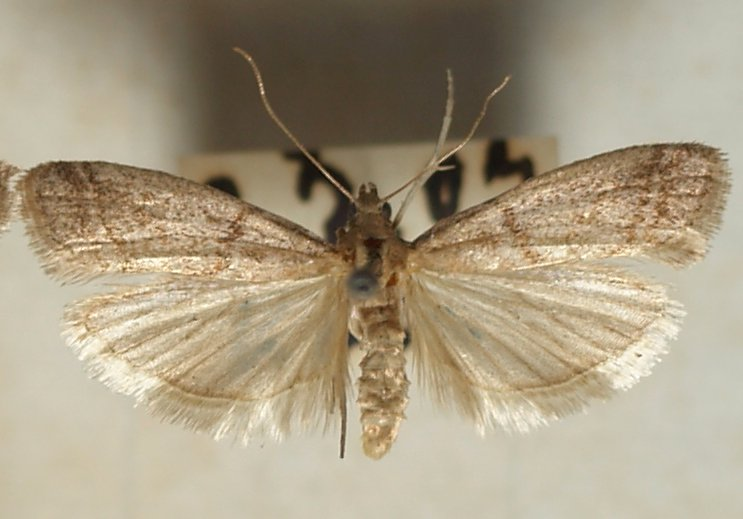
Kakaomotte (Ephestia elutella)

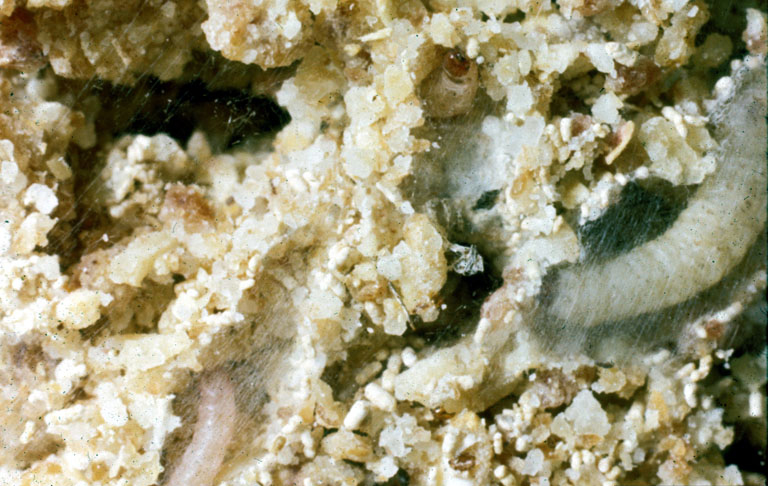
Raupen der Kakaomotte

Die Kakaomotte (Ephestia elutella) ist ein Schmetterling aus der Familie der Zünsler (Pyralidae), der als Vorratsschädling in Erscheinung tritt. Die Motte wird oft mit der Kakaobohne in Schokoladenfabriken eingeschleppt. Verbreitet ist die Kakaomotte in großen Teilen von Europa und in Nordamerika.

## Beschreibung
Sie ist circa 12 mm lang und hat eine Spannweite von 16 bis 22 mm. Die Vorderflügel der Kakaomotte sind grau bis graubraun mit leicht helleren Querbinden. Ansonsten zeigt die Motte eine graue bis dunkelgraue Färbung.

## Bezeichnung
Da die Kakaomotte unter einer verwirrenden Vielzahl wissenschaftlicher Bezeichnungen bekannt wurde, scheint eine Listung hier sinnvoll:
- Ephestia amarella (Dyar, 1904)
- Ephestia icosiella (Ragonot, 1888)
- Ephestia infumatella (Ragonot, 1887)
- Ephestia roxburghi
- Ephestia roxburghii (Gregson, 1873)
- Ephestia roxburgii
- Ephestia uniformata (Dufrane, 1942)
- Homoeosoma affusella (Ragonot, 1888)
- Hyphantidium sericarium (Scott, 1859)
- Phycis angusta (Haworth, 1811)
- Phycis elutea (Haworth, 1811)
- Phycis rufa (Haworth, 1811)
- Phycis semirufa (Haworth, 1811)
- Tinea elutella (Hübner, 1796)

## Verhalten
Bei der Kakaomotte ist die Größe der Männchen für ihren Fortpflanzungserfolg wichtig, da Weibchen größere Partner bevorzugen. Außerdem gehen aus Paarungen mit größeren Männchen tatsächlich mehr und größere Nachkommen hervor.

## Bekämpfung
Die Kakaomotte wird als Agroschädling betrachtet und bekämpft. Für die biologische Schädlingsbekämpfung bieten sich spezifische Wege an:
Als Pheromon der weiblichen Kakaomotte wurde (9Z,12E)-Tetradeca-Dienyl Acetat (CAS-Nr. 31654-77-0) identifiziert. Diese Substanz, die zum Ködern männlicher Kakaomotten geeignet ist, wurde 2011 unter „Repellentien und Lockmittel“ in die Anhänge I und IA der Biozid-Richtlinie (RL 2011/11/EU) aufgenommen.
Die Schlupfwespen Trichogramma evanescens und Trichogramma cacoeciae stellen Feinde der Kakaomotte dar, die auch erfolgreich gegen die Kleidermotte oder den Pflaumenwickler und viele andere Kleinschmetterlinge eingesetzt werden.